# Gäst
En gäst är en besökare, det vill säga en person som besöker ett ställe. En gäst bor eller arbetar vanligtvis inte på det stället som denne besöker. En "inbjuden gäst" är en gäst som är särskilt inbjuden till ett ställe, antingen muntligt eller via skriftlig inbjudan. Detta är särskilt vanligt då många gäster väntas besöka stället eller vid festliga tillställningar. Motsatsen till "inbjuden gäst" är "objuden gäst", vilket avser en oväntad gäst men inte nödvändigtvis ovälkommen. Att "våldgästa" någon är att komma objuden och eventuellt även tigga till sig saker som mat eller sovplats.
Både i hem och offentliga byggnader kan det finnas en gästbok som är avsedd för gästerna att fritt skriva i. I privata hem tilldelas gästerna ibland en särskild gästhandduk i badrummet.